# Vicky Bendito
Vicky Bendito es una periodista y activista española, reconocida por su dedicación a la defensa de los derechos de las personas con discapacidad y enfermedades raras. Nació con el síndrome de Treacher Collins, una enfermedad rara que afecta a la estructura ósea facial y conlleva problemas auditivos.

## Biografía
Inició su carrera en el periodismo gracias a una beca de la Fundación ONCE para estudiantes con discapacidad, comenzando en la agencia de noticias Servimedia. Su trayectoria profesional incluye una larga etapa en el periodismo político y parlamentario, cubriendo importantes eventos en el Congreso de los Diputados, como la proclamación de Felipe VI y el adiós al expresidente Adolfo Suárez. También ha trabajado en comunicación corporativa en ILUNION desde diciembre de 2014.
Además de su carrera periodística, Bendito ha sido activa en la lucha por los derechos de las personas con discapacidad. En junio de 2018, lanzó la campaña #NoSoyDisminuida en Change.org para eliminar el término disminuido de la Constitución Española, una iniciativa que la llevó a comparecer en el Congreso de los Diputados. Por su labor activista, recibió el Premio cermi.es 2021 en la categoría Activista-Trayectoria Asociativa, otorgado por el Comité Español de Representantes de Personas con Discapacidad (CERMI).
Vicky Bendito también ha sido portavoz en Madrid de la Asociación Nacional Síndrome de Treacher Collins y forma parte de la Fundación Audiovisual para la Normalización Social (FANS). Su historia y contribuciones han sido reconocidas en el libro "Vidas de mujeres inspiradoras 3", presentado por la Fundación ONCE.
Además de su labor periodística y activista, Vicky Bendito ha destacado en la narración oral escénica, formándose en la Cátedra Iberoamericana Itinerante de Narración Oral Escénica (CIINOE) y realizando varios cursos de fotografía.